# Dutch Darts Masters
De Dutch Darts Masters is een darttoernooi dat tot en met 2019 onderdeel uitmaakte van de European Tour van de PDC. Sinds 2022 maakt het deel uit van de World Series of Darts. Het toernooi werd in 2012 voor het eerst gespeeld in Nuland en heeft sindsdien in verschillende plekken in Nederland plaatsgevonden. De eerste editie werd gewonnen door Simon Whitlock. Michael van Gerwen wist het toernooi vijf keer op rij te winnen.

## Finales
| Jaar | Winnaar                                      | Legs                                         | Runner-up                                    | Prijzengeld                                  | Prijzengeld                                  | Plaats                                       |
| Jaar | Winnaar                                      | Legs                                         | Runner-up                                    | Winnaar                                      | Runner-up                                    | Plaats                                       |
| ---- | -------------------------------------------- | -------------------------------------------- | -------------------------------------------- | -------------------------------------------- | -------------------------------------------- | -------------------------------------------- |
| 2012 | Simon Whitlock (87.50)                       | 6 – 1                                        | Paul Nicholson (74.49)                       | £ 15.000                                     | £ 7.500                                      | Van der Valk Hotel, Nuland                   |
| 2013 | Kim Huybrechts (105.90)                      | 6 – 3                                        | Brendan Dolan (101.52)                       | £ 20.000                                     | £ 10.000                                     | Koningshof Hotel, Veldhoven                  |
| 2014 | Michael van Gerwen (108.80)                  | 6 – 4                                        | Mervyn King (107.40)                         | £ 20.000                                     | £ 8.000                                      | NH Hotel, Veldhoven                          |
| 2015 | Michael van Gerwen (100.20)                  | 6 – 0                                        | Justin Pipe (87.62)                          | £ 25.000                                     | £ 10.000                                     | Evenementenhal, Venray                       |
| 2016 | Michael van Gerwen (112.26)                  | 6 – 2                                        | Daryl Gurney (96.89)                         | £ 25.000                                     | £ 10.000                                     | Evenementenhal, Venray                       |
| 2017 | Michael van Gerwen (99.59)                   | 6 – 1                                        | Steve Beaton (98.54)                         | £ 25.000                                     | £ 10.000                                     | MECC Eventcentre, Maastricht                 |
| 2018 | Michael van Gerwen (97.53)                   | 8 – 5                                        | Steve Lennon (91.40)                         | £ 25.000                                     | £ 10.000                                     | IJsselhallen, Zwolle                         |
| 2019 | Ian White (93.01)                            | 8 – 7                                        | Michael van Gerwen (96.95)                   | £ 25.000                                     | £ 10.000                                     | IJsselhallen, Zwolle                         |
| 2020 | Werd niet gehouden vanwege de coronapandemie | Werd niet gehouden vanwege de coronapandemie | Werd niet gehouden vanwege de coronapandemie | Werd niet gehouden vanwege de coronapandemie | Werd niet gehouden vanwege de coronapandemie | Werd niet gehouden vanwege de coronapandemie |
| 2021 | Werd niet gehouden vanwege de coronapandemie | Werd niet gehouden vanwege de coronapandemie | Werd niet gehouden vanwege de coronapandemie | Werd niet gehouden vanwege de coronapandemie | Werd niet gehouden vanwege de coronapandemie | Werd niet gehouden vanwege de coronapandemie |
| 2022 | Dimitri Van den Bergh (104.60)               | 8 – 2                                        | Dirk van Duijvenbode (94.01)                 | £ 20,000                                     | £ 10,000                                     | Ziggo Dome, Amsterdam                        |
| 2023 | Werd niet gehouden                           | Werd niet gehouden                           | Werd niet gehouden                           | Werd niet gehouden                           | Werd niet gehouden                           | Werd niet gehouden                           |
| 2024 | Michael van Gerwen (100.59)                  | 8 – 6                                        | Luke Littler (106.71)                        | £ 20,000                                     | £ 10,000                                     | Maaspoort, 's-Hertogenbosch                  |
| 2025 | Rob Cross (101.87)                           | 8 – 5                                        | Stephen Bunting (96.46)                      | £ 20,000                                     | £ 10,000                                     | Maaspoort, 's-Hertogenbosch                  |

2004 · 2005 · 2006 · 2007 · 2008 · 2009 · 2010 · 2011 · 2012 · 2013 · 2014 · 2015 · 2016 · 2017 · 2018 · 2019 · 2020 · 2021 · 2022 · 2023 · 2024 · 2025
2014 · 2015 · 2016 · 2017 · 2018 · 2019 · 2020 · 2021 · 2022 · 2023 · 2024 · 2025